# جنین (فیلم ۱۹۷۶)
جنین (انگلیسی: Embryo) فیلمی در ژانر ترسناک و علمی–تخیلی به کارگردانی رالف نلسون است که در سال ۱۹۷۶ منتشر شد. از بازیگران آن می‌توان به راک هادسن، باربارا کاررا، دایان لد، رادی مک‌داول و آن شدین اشاره کرد.